# Sebolido
Sebolido é uma povoação portuguesa sede da Freguesia de Sebolido do Município de Penafiel, freguesia com 5,54 km² de área e 823 habitantes (censo de 2021), tendo, por isso, uma densidade populacional de 148,6 hab./km².
Dista 20 km da sede do município estando situada na margem direita do rio Douro.

## História
Conquanto o povoamento do território desta freguesia seja muito anterior à nacionalidade (respeitam-lhe diretamente diplomas do século XII, e há alusões às vizinhanças, Canelas etc. - muito anteriores), a sua elevação à categoria de freguesia é relativamente moderna, não vai além de dois séculos, pelo desmoronamento de Pedorido (Lugar de Rio Mau), cuja sede e maior porção ficavam da outra banda do rio Douro. Por esta natural razão, não é possível sempre, tratando-se das épocas em que Canelas e Sebolido eram uma só paróquia, distinguir-se a história de uma da outra, especificamente na Idade Média - o que até se reflete na junção documental quase milenária, dos dois topónimos ou lugares, como na expressão "sub dominio Penafidele loco predicto Cebelido (sic) et Canelas" de um diploma de 1109 (Doc. Med. III, n.º 310). Esta expressão garante que já antes da nacionalidade tais lugares entravam na vasta «Terra» de Penafiel.

## Geografia
A freguesia é plenamente coberta pelas grandes e declivosas concovas do monte cujo cume se chama Boneca popularmente, por alusão a qualquer achado aí de escultura antropomórfica ou existência antiga de qualquer megálito desse aspeto. Este monte era de todo próprio para a defesa castreja. A toponímia do território é abonadora de recuada antiguidade. O principal topónimo, anteriormente Cebolido, como etimológico derivado de feição comum do latim caeppula, corresponde a um latinismo caepullitu - ou caepolletu - pois os sufixos etu e itu equivalem-se na toponímia «botânica», designando pois, um local onde proliferava uma espécie vegetal análoga à cebola.
Ligado a esta localidade esta o conde D. Ufo Ufes (970 -?) que foi Capitão general do concelho de Vieira, governador de Viseu. Este D. Ufa foi pai de Santa Senhorinha de Bastos.

## Demografia
A população registada nos censos foi:
| Distribuição da População por Grupos Etários | Distribuição da População por Grupos Etários | Distribuição da População por Grupos Etários | Distribuição da População por Grupos Etários | Distribuição da População por Grupos Etários |
| -------------------------------------------- | -------------------------------------------- | -------------------------------------------- | -------------------------------------------- | -------------------------------------------- |
| Ano                                          | 0-14 Anos                                    | 15-24 Anos                                   | 25-64 Anos                                   | > 65 Anos                                    |
| 2001                                         | 171                                          | 163                                          | 515                                          | 96                                           |
| 2011                                         | 146                                          | 101                                          | 550                                          | 115                                          |
| 2021                                         | 105                                          | 96                                           | 479                                          | 143                                          |

## Património
- Igreja de São Paulo (matriz)
- Capela da Senhora do Monte
- Cruzeiro de Sebolido
- Fontanário
- Casa da Rocha
- Miradouro do Ribeiro do Couço
- Serra da Boneca
- Fragas da Abitoeira